# 正發綜合大樓
正發綜合大樓，又稱為華國大樓，為中華民國桃園市桃園區（時為桃園縣桃園市）一棟已經拆除的商業大樓，1980年代落成啟用，火災後廢棄。

## 概要
位於桃園區永安路、民權路、新生路三叉道路之間，初為桃園縣縣長陳長壽住所，後售出改建為地上五層、地下一層的商業大樓。正發大樓原為正發百貨公司，早年因經營不善而將一樓及地下室改為小吃街，二至三樓為古早人理髮廳，四樓為放A片及三級片的華國電影院，五樓以上則為賓館。

## 事故
1990年（民國79年）1月27日夜間，疑似地下室業者烤魷魚不慎而引發大樓火警，雖消防隊於接獲通報後出動救災車輛前往，但因為業者任意封鎖逃生門，及擅自拆除火警設備，導致救災極為困難，雪上加霜的是，裝修的建材為易燃材質，更添加火災事故的嚴重，因而造成許多民眾逃生困難，最後被燒死於火場的悲劇。總計事故共有28名死亡者：二樓古早人理容院3人、三樓電梯內5人、四樓20人（其中華國戲院廁所內19人）。之後於一樓設置靈堂牌位祭拜。

## 問題與處理
由於大樓售出產權經過多次轉讓，持有人複雜，導致事故後無法重建，因而使得周邊商業活動沒落並移轉。同時也因為28人冤死火場關係，因而傳出許多靈異傳說事件。2008年（民國97年）7月31日，當時的桃園縣政府認定大樓重建困難，同時建築陳舊影響市區景觀，因此命令拆除。拆除後整地為公園綠地，後來成為公共停車場，現址為新成屋住宅大樓「世中心」。